# 歌川芳忠
歌川 芳忠（うたがわ よしただ、生没年不詳）とは、江戸時代の浮世絵師。

## 来歴
歌川国芳の門人。歌川の画姓を称し作画期は天保頃とされる。文政11年（1828年）建立の豊国先生瘞筆之碑に、「国芳社中」として「芳忠」の名があるが、作や経歴については不明。